# كيفن بيزير
كيفن بيزير (بالإنجليزية: Kevin Bizier) مواليد 12 أغسطس 1984 في مدينة كيبك، كندا، هو ملاكم محترف كندي يصنف ضمن فئة وزن الوسط.

## إحصائيات
خاض خلال مسيرته 28 نزالا، فاز في 25 وخسر في 3. فاز بالضربة القاضية في 17 نزالا.

## روابط خارجية
- كيفن بيزير على موقع بوكس ريك (الإنجليزية) (registration required)
- كيفن بيزير على موقع اتحاد ألعاب الكومنولث (مؤرشف) (الإنجليزية)
- كيفن بيزير على موقع دورة ألعاب الكومنولث 2006 (مؤرشف) (الإنجليزية)